# Червонодвірка
Червонодві́рка (колишня назва Червоний Двір, Красний Двір) — село в Україні, в Звягельському районі Житомирської області. Населення становить 3 осіб.

## Історія
У 1906 році село Гульської (Рогачівської) волості Новоград-Волинського повіту Волинської губернії. Відстань від повітового міста 28 версти, від волості 8. Дворів 35, мешканців 200.

## Населення

### Мова
Розподіл населення за рідною мовою за даними перепису 2001 року:
| Мова       | Кількість | Відсоток |
| ---------- | --------- | -------- |
| українська | 3         | 100%     |